# Asilus luctuosus
Asilus luctuosus är en tvåvingeart som beskrevs av Macquart 1838. Asilus luctuosus ingår i släktet Asilus och familjen rovflugor. Inga underarter finns listade i Catalogue of Life.